# توماس سندگارد
توماس سندگارد یک کارآفرین و مخترع دانمارکی است که در کلرادو آمریکا مستقر است. سندگارد مؤسس و مدیرعامل شرکت تولید کننده تجهیزات پزشکی زینکس است.

## پیشه
سندگارد در دانمارک به دنیا آمد. وی مدرک کارشناسی خود را در رشتهٔ مهندسی برق و الکترونیک از دانشگاه جنوب دانمارک اخذ کرد. او از دانشگاه بازرگانی کپنهاگ با مدرک مدیریت ارشد کسب‌وکار در بازاریابی فارغ التحصیل شد. سندگارد در سال ۱۹۹۶ به ایالات متحده امریکا مهاجرت کرد و سپس در سال ۲۰۱۸ تابعیت آمریکا را اخذ نمود. در سال ۱۹۹۶ او شرکت زینکس را تأسیس  کرد. و در اوت ۲۰۱۸ بنیاد سندگارد را با هدف پایان دادن به اپیدمی مواد افیونی و نجات جان افراد از مصرف بیش ازحد مواد افیونی تأسیس  کرد.
در سپتامبر ۲۰۲۰، سندگارد باشگاه فوتبال چارلتون اتلتیک را خریداری کرد.

## اختراعات ثبت شده توسط توماس سندگارد
- روش و دستگاه برای تشخیص غیرتهاجمی عدم تعادل حجم خون در یک پستاندار آزمایشی (۲۰۱۹۰۱۵۰۷۶۱)، ۲۰۱۹[۸]
- روش و دستگاه‌های تخمین حجم خون یک پستاندار آزمایشی (۲۰۱۲۰۰۱۶۲۴۶)، ۲۰۱۲[۹]
- دستگاه و روش تحریک عصبی عضلانی با الکترومیوگرام (۲۰۰۵۰۱۱۳۸۸۳)، ۲۰۰۵[۱۰]